# Hôtel d'Effiat
L'hôtel d’Effiat, ou hôtel Le Peletier est un ancien hôtel particulier démoli en 1882 qui était situé 26-28 rue Vieille-du-Temple et rue du Trésor, dans l'actuel 4e arrondissement de Paris.

## Histoire
L’hôtel d’Effiat, construit vers 1620 pour le maréchal d’Effiat, père de Cinq-Mars, est acquis en 1696 par Claude Le Peletier, prévôt des marchands. Il reste dans la famille Le Peletier jusqu’à la Révolution.
Il était en bon état lorsqu’il fut démoli en 1882 par la société de l’hôtel de Ville pour une opération immobilière. La rue du Trésor fut percée à son emplacement.

## Description
Cet édifice en briques et pierres, surmonté d’un haut toit d’ardoises avec des lucarnes, comportait trois corps de logis autour d’une cour intérieure.

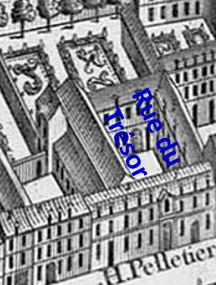
L'hôtel d'Effiat en 1734, sur le plan de Turgot.
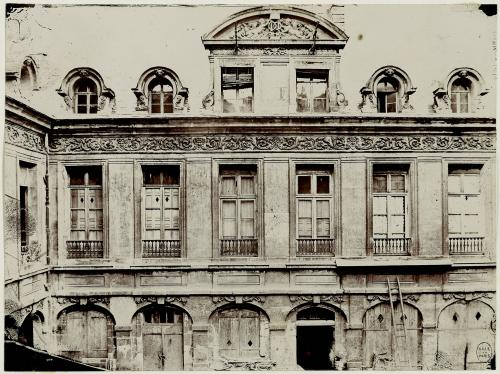
L'hôtel d'Effiat avant sa démolition en 1888.
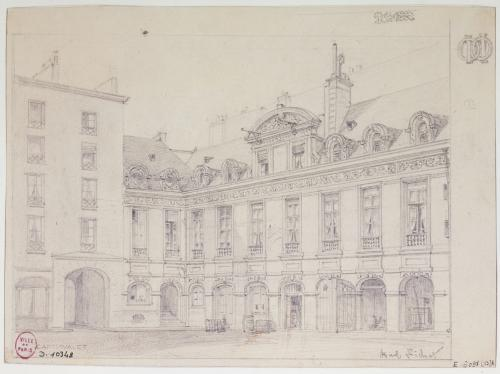
Dessin de l'hôtel d'Effiat.